# Saint-Éphrem-de-Beauce
Saint-Éphrem-de-Beauce es un municipio canadiense situado en la provincia de Quebec.

## Superficie
Saint-Éphrem-de-Beauce tiene una superficie de 118,9 km².

## Demografía
En 2021, tenía 2323 habitantes, una densidad poblacional de 19,5 hab./km², y 1054 viviendas.